# Conservatoire national des arts et métiers
Conservatoire national des arts et métiers (CNAM) grande école de engineering u Parizu, Francuska. Cilj mu je pružiti obrazovanje i istraživanje za napredak znanosti i industrije. Ima veliki muzej izuma koji je dostupan široj javnosti.

## Poznati maturanti
- Alexandre-Edmond Becquerel, francuski fizičar
- Antoine Henri Becquerel, francuski fizičar
- Pierre Bézier, francuski inženjer
- Arthur Morin, francuski fizičar
- Henri Tresca, francuski inženjer

## Vanjske poveznice
- CNAM